# العلاقات الإيرانية الطاجيكية
العلاقات الإيرانية الطاجيكستانية هي العلاقات الثنائية التي تجمع بين إيران وطاجيكستان.

## مقارنة بين البلدين
هذه مقارنة عامة ومرجعية للدولتين:
| وجه المقارنة                                              | إيران                    | طاجيكستان                          |
| --------------------------------------------------------- | ------------------------ | ---------------------------------- |
| المساحة (كم2)                                             | 1.65 مليون               | 143.10 ألف                         |
| عدد السكان (نسمة)                                         | 79.97 مليون              | 8.92 مليون                         |
| الكثافة السكانية (ن./كم²)                                 | 48.47                    | 62.33                              |
| العاصمة                                                   | طهران                    | دوشنبه                             |
| اللغة الرسمية                                             | لغة فارسية               | اللغة الطاجيكية                    |
| العملة                                                    | ريال إيراني              | ساماني طاجيكي، الروبل الطاجيكستاني |
| الناتج المحلي الإجمالي (بليون دولار)                      | 439.51 مليار             | 7.15 مليار                         |
| الناتج المحلي الإجمالي (تعادل القوة الشرائية) بليون دولار | 1.36 تريليون             | 24.03 مليار                        |
| الناتج المحلي الإجمالي الاسمي للفرد دولار أمريكي          |                          | 925                                |
| الناتج المحلي الإجمالي للفرد دولار أمريكي                 |                          | 2.69 ألف                           |
| مؤشر التنمية البشرية                                      | 0.766                    | 0.624                              |
| رمز المكالمات الدولي                                      | +98                      | +992                               |
| رمز الإنترنت                                              | .ir،                     | .tj                                |
| المنطقة الزمنية                                           | ت ع م+03:30، توقيت إيران | ت ع م+05:00                        |

## مدن متوأمة
في ما يلي قائمة باتفاقيات التوأمة بين مدن إيرانية وطاجيكستانية:
- ترتبط شيراز مع دوشنبه باتفاقية توأمة منذ 1999.[14]
- ترتبط شهركرد مع دوشنبه باتفاقية توأمة.
- ترتبط تبريز مع خجندة باتفاقية توأمة.
- ترتبط طهران مع دوشنبه باتفاقية توأمة منذ 26 مايو 1972.
- ترتبط نيسابور مع خجندة باتفاقية توأمة.

## منظمات دولية مشتركة
يشترك البلدان في عضوية مجموعة من المنظمات الدولية، منها:
| علم المنظمة | اسم المنظمة                        | تاريخ انضمام إيران | تاريخ انضمام طاجيكستان |
| ----------- | ---------------------------------- | ------------------ | ---------------------- |
|             | مؤسسة التنمية الدولية              | 10 أكتوبر 1960     | 4 يونيو 1993           |
|             | مؤسسة التمويل الدولية              | 28 ديسمبر 1956     | 2 ديسمبر 1994          |
|             | منظمة حظر الأسلحة الكيميائية       | ?                  | ?                      |
|             | الأمم المتحدة                      | 24 أكتوبر 1945     | 2 مارس 1992            |
|             | منظمة التعاون الإسلامي             | ?                  | ?                      |
|             | منظمة الشرطة الجنائية الدولية      | ?                  | ?                      |
|             | الاتحاد البريدي العالمي            | ?                  | ?                      |
|             | البنك الدولي للإنشاء والتعمير      | 29 ديسمبر 1945     | 4 يونيو 1993           |
|             | وكالة ضمان الاستثمار متعدد الأطراف | 15 ديسمبر 2003     | 9 ديسمبر 2002          |
|             | يونسكو                             | 6 سبتمبر 1948      | 6 أبريل 1993           |
|             | الفريق المعني برصد الأرض           | ?                  | ?                      |

## وصلات خارجية
- موقع وزارة الخارجية الإيرانية